# Phoenicurus
Phoenicurus és un gènere d'ocells de la família dels muscicàpids (Muscicapidae).

## Taxonomia
Segons la Classificació del Congrés Ornitològic Internacional (versió 12.1, 2022) aquest gènere està format per 14 espècies:
- Phoenicurus alaschanicus - Cotxa de Przewalski.
- Phoenicurus auroreus - Cotxa de Dáuria.
- Phoenicurus bicolor - Cotxa bicolor.
- Phoenicurus caeruleocephala - Cotxa capblava.
- Phoenicurus erythrogastrus - Cotxa de Güldenstädt.
- Phoenicurus erythronotus - Cotxa d'Eversmann.
- Phoenicurus frontalis - Cotxa frontblava.
- Phoenicurus fuliginosus - Cotxa fuliginosa.
- Phoenicurus hodgsoni - Cotxa de Hodgson.
- Phoenicurus leucocephalus - Cotxa de coroneta blanca.
- Phoenicurus moussieri - Cotxa diademada.
- Phoenicurus ochruros - Cotxa fumada.
- Phoenicurus phoenicurus - Cotxa cua-roja.
- Phoenicurus schisticeps - Cotxa gorjablanca.